# Мацьонг Андрій
о. Андрій Мацьонг (пол. Andrzej Maciąg, 21 листопада 1952 року, с. Вільколаз, Люблінське воеводство, Польща — 16 лютого 2007 р., Польща) — священник РКЦ, місіонер, педагог, доктор богослов'я, співзасновник та перший ректор Інститута Богословських Наук Непорочної Діви Марії в м. Городок, Хмельницької області.

## Біографія
Народився 21 листопада 1952 року, с. Вільколаз, тепер Крашницького повіту Люблінського воєводства.
Навчався у Люблінському Католицькому Університеті.
12 червня 1977 року висвячений на священника.
З 1977 по 1993 рік служив вікарієм, духівником, душпастирем академічної молоді в Казімежу Дольнім та Любліні.
У Люблінському Католицькому Університеті отримав ступінь доктора богослов'я в галузі Катехитики.
З 1988 року по 1991 рік навчався у Салезіянському Університеті у Римі.
У 1993 році прибув на служіння в Україну, де спочатку працював як священник у м.Летичів.
З 1993 року — викладач та вихователь Вищої Духовної Семінарії Кам'янець-Подільської дієцезії римо-католицької церкви в м. Городок. Викладав катехитику, першу євангелізацію та пасторальне богослів'я
У 1993 році разом з о. Яном Ольшанським заснував катехитичні курси.
У 1997 році єпископ Кам'янець-Подільської дієцезії Ян Ольшанський заснував Богословсько-катехитичний інститут (тепер Інститут Богословських Наук).
О.Андрій Мацьонг став співзасновником та першим ректором інституту.
У 1998 році за сприяння о. Андрія Інститут Богословських Наук стає Філією Латеранського Університету в Римі.
У 2001 році став головним редактором першої в Україні катехитичної програми для дітей та молоді, яка була затверджена Римо-Католицькою Конференцією єпископів України. Запровадив катехитичні симпозіуми, на яких катехити ділилися досвідом.
15 лютого 2007 року, повертаючись з поїздки біля м. Ярослав, Польща, потрапив у автокатастрофу, 16 лютого 2007 року відйшов у Вічність.
Був похований 20 лютого 2007 року у рідному селі.

## Пам'ять
В роковини смерті першого ректора в Інституті проходить вечір його пам'яті.
У інтерв'ю та спогадах миряни, священники, викладачі, монахи та монахині зазначають, що завдяки о. Андрію вони змогли розпізнати своє покликання, отримати гарні знання, згадують його доброту, турботливість, авторитетність
З 2019 року в Інституті запрацював проект #ОТЕЦЬМАЦЬОНГ за допомогою якого були зібрані спогади та свідчення про о. Андрія Мацьонга.
На основі зібраних матеріалів було створено документальний фільм про о. Андрія «Він був для нас батьком».